# Gobernación de Tulcarem
La gobernación de Tulkarem (en árabe: محافظة طولكرم muħāfaẓah Ṭūlkarim) es una de las dieciséis gobernaciones del Estado de Palestina, situada en el noroeste de Cisjordania. La gobernación posee una superficie estimada en 268 kilómetros cuadrados. Según la Oficina Central Palestina de Estadísticas, la provincia tenía una población de 172.800 habitantes en 2007. La muhfaza o capital de gobernación es la ciudad de Tulkarem.

## Localidades
El distrito de Tulkarem cuenta con 51 localidades y dos campos de refugiados. Los pueblos y ciudades que se mencionan a continuación tienen una población de más de 1000 habitantes.

### Municipios
- Anabta
- Attil
- Baqa ash-Sharqiyya
- Beit Lid
- Deir al-Ghusun
- Qaffin
- Tulkarem

### Pueblos
- Beit Amin - بيت أمين
- Far'un - فرعون
- Iktaba - إكتابا
- 'Illar- عِلار
- Izbat Shufa - عزبة شوفة
- Al Jarushiya - الجاروشية
- Kafr Abbush - كفر عبوش
- Kafr Jammal - كفر جمّال
- Kafr al-Labad - كفراللبد
- Kafr Rumman - كفر رمّان
- Kafr Sur - كفر صور
- Kafr Thulth - كقر ثلث
- Kafr Zibad - كفر زيباد
- Sir - خربة سر
- Ramin
- Ras Atiya - خربة رأس عطيّه
- Khureish - خربة خريش
- Kur - كور
- an-Nazla al-Gharbiya - النزله الغربيه
- an-Nazla ash-Sharqiya - النزله الشرقيه
- an-Nazla al-Wusta - النزله الوسطه
- Nazlat Abu Nar - نزلات ابو نار
- Nazlat 'Isa - نزلة عيسى
- Nur Shams - مخيّم نور شمس
- Raml Zeita - رمل زيتة/قزازة
- al-Ras - الرأس
- Saffarin - سفارين
- Seida - صيدا
- Shufta - شوفه
- Dhinnaba - ِِذِنّابة
- Zeita - زيتا

### Campamentos de refugiados
- Campamento de Nur Shams
- Campamento de Tulkarem